# Phaeostigma (Aegeoraphidia) vartianorum
Phaeostigma (Aegeoraphidia) vartianorum is een kameelhalsvliegensoort uit de familie van de Raphidiidae. De soort komt voor in Turkije.
Phaeostigma (Aegeoraphidia) vartianorum werd voor het eerst wetenschappelijk beschreven door H. Aspöck & U. Aspöck in 1965.